# 奧索 (愛荷華州)
奧索（英語：Otho）是一個位於美國愛荷華州韋伯斯特縣的城市。

## 地理
奧索的座標為42°25′29″N 94°08′59″W / 42.42472°N 94.14972°W，而該地的平均海拔高度為342米（即1122英尺）。

## 人口
根據2010年美國人口普查的數據，奧索的面積為1.19平方千米，當中陸地面積為1.19平方千米，而水域面積為0.00平方千米。當地共有人口542人，而人口密度為每平方千米455人。